# Сан Валентино (Гросето)
Сан Валентино (итал. San Valentino) је насеље у Италији у округу Гросето, региону Тоскана.
Према процени из 2011. у насељу је живело 58 становника. Насеље се налази на надморској висини од 524 м.